# Ernst Rexer
Ernst Rexer (* 2. April 1902 in Stuttgart; † 14. Mai 1983 in Dresden) war ein deutscher Physiker.

## Leben
Rexer studierte Chemie und Physik an der Albert-Ludwigs-Universität Freiburg im Breisgau mit dem Abschluss 1926. Danach war er bei Osram in der Forschung in Weißwasser. 1929 wurde er an der Humboldt-Universität Berlin promoviert und war danach Assistent am Institut für Theoretische Physik der Universität Halle, wo er sich 1936 habilitierte. Er trat zum 1. Dezember 1932 der NSDAP bei (Mitgliedsnummer 1.412.636) und war stellvertretender Gau-Dozentenbundführer im Gau Halle-Merseburg. 1938 ging er in die Rüstungsindustrie. Während des Zweiten Weltkriegs war er am Uranprojekt beteiligt, unter anderem an den Reaktorversuchen in Gottow von Kurt Diebner (Überprüfung der theoretischen Berechnungen von Karl-Heinz Höcker zu verschiedenen geometrischen Formen der Kernbrennstoffanordnung mit Heinz Pose). Seine Experimente mit Pose ergaben einen Vorteil für eine Würfelanordnung des Kernbrennstoffs im Moderator. 1944 wurde Rexer Professor an der Universität Leipzig. 
Nach dem Krieg wurde er mit Pose in die Sowjetunion deportiert, wo er am Sowjetischen Atombombenprojekt arbeitete. Er war im Labor 5 in Obninsk. 1956 kehrte er nach Deutschland zurück und wurde außerordentlicher Professor an der TU Dresden und Direktor des Labors für Anwendung radioaktiver Isotope.
1982 erhielt er den Orden Stern der Völkerfreundschaft in Silber.